# Setophaga
Setophaga Swainson, 1827 è un genere di uccelli passeriformi della famiglia dei Parulidi. 
I maschi, durante la stagione riproduttiva, presentano spesso un piumaggio dai colori vivaci. Le parule del genere Setophaga costituiscono un esempio di radiazione adattativa: specie diverse utilizzano tecniche di foraggiamento diverse e spesso si alimentano su parti distinte dello stesso albero.

## Tassonomia
La maggior parte dei membri appartenenti a questo genere veniva classificata in passato all'interno del genere Dendroica. Unico membro del genere Setophaga, prima della recente revisione degli studiosi, era il codirosso americano. Le ricerche genetiche hanno indicato che Dendroica e Setophaga debbano essere considerate un unico genere. Questa revisione è stata accettata dal Comitato di Classificazione Nordamericano dell'Unione Americana di Ornitologia (AOU) e dal Comitato Ornitologico Internazionale (IOC). Dal momento che il nome Setophaga (istituito nel 1827) gode di priorità su Dendroica (istituito nel 1842), è stato deciso di inserire tutte le specie in questione in Setophaga. Il Comitato di Classificazione Sudamericano della AOU continua a utilizzare i generi Dendroica e Parula per le specie appartenenti a Setophaga. Esso, inoltre, pone la parula monaca nel genere Wilsonia, non più ritenuto valido.
Al genere Setophaga vengono ascritte le seguenti specie:
- Setophaga plumbea (Lawrence, 1877) - parula piombata
- Setophaga angelae (Kepler e Parkes, 1972) - parula dell'elfin
- Setophaga pharetra (Gosse, 1847) - parula sagittata
- Setophaga citrina (Boddaert, 1783) - parula monaca
- Setophaga ruticilla (Linnaeus, 1758) - codirosso americano
- Setophaga kirtlandii (S. F. Baird, 1852) - parula di Kirtland
- Setophaga tigrina (J. F. Gmelin, 1789) - parula di Cape May
- Setophaga cerulea (A. Wilson, 1810) - parula cerulea
- Setophaga americana (Linnaeus, 1758) - parula settentrionale
- Setophaga pitiayumi (Vieillot, 1817) - parula tropicale
- Setophaga magnolia (A. Wilson, 1811) - parula delle magnolie
- Setophaga castanea (A. Wilson, 1810) - parula pettobaio
- Setophaga fusca (P. L. Statius Müller, 1776) - parula di Blackburn
- Setophaga aestiva (J. F. Gmelin, 1789) - parula gialla
- Setophaga petechia (Linnaeus, 1766) - parula delle mangrovie
- Setophaga pensylvanica (Linnaeus, 1766) - parula fianchicastani
- Setophaga striata (J. R. Forster, 1772) - parula capinera
- Setophaga caerulescens (J. F. Gmelin, 1789) - parula blu golanera
- Setophaga palmarum (J. F. Gmelin, 1789) - parula delle palme
- Setophaga pityophila (Gundlach, 1855) - parula capoliva
- Setophaga pinus (Linnaeus, 1766) - parula delle pinete
- Setophaga coronata (Linnaeus, 1766) - parula groppagialla
- Setophaga auduboni (J. K. Townsend, 1837) - parula di Audubon
- Setophaga goldmani (Nelson, 1897) - parula di Goldman
- Setophaga dominica (Linnaeus, 1766) - parula golagialla
- Setophaga flavescens (Todd, 1909) - parula delle Bahama
- Setophaga vitellina (Cory, 1886) - parula vitellina
- Setophaga discolor (Vieillot, 1809) - parula di prateria
- Setophaga adelaidae (S. F. Baird, 1865) - parula di Adelaide
- Setophaga subita (Riley, 1904) - parula di Barbuda
- Setophaga delicata (Ridgway, 1883) - parula di Saint Lucia
- Setophaga graciae (S. F. Baird, 1865) - parula di Grace
- Setophaga nigrescens (J. K. Townsend, 1837) - parula grigia golanera
- Setophaga townsendi (J. K. Townsend, 1837) - parula di Townsend
- Setophaga occidentalis (J. K. Townsend, 1837) - parula eremita
- Setophaga chrysoparia (P. L. Sclater e Salvin, 1860) - parula guancedorate
- Setophaga virens (J. F. Gmelin, 1789) - parula verde golanera